# Bánovská pahorkatina
Bánovská pahorkatina je geomorfologická část Nitranské pahorkatiny na západním Slovensku. Nachází se v povodí říčky Bebrava v okrese Bánovce nad Bebravou a ve východní části okresu Trenčín.

## Polohopis
Pahorkatinu obklopují ze severozápadu, severu a východu Strážovské vrchy (podcelky Trenčínská vrchovina, Zliechovská hornatina a Nitrické vrchy), ze západu Považský Inovec a na jihu pokračuje Nitranská pahorkatina (podcelky Bojnianská pahorkatina a Drieňovské podhorie). Od jihu do centrální části pahorkatiny zasahuje úzký pás Bebravské nivy.

## Geologie
Geologicky je Bánovská pahorkatina označována Bánovská kotlina. Je považována za jeden ze severních výběžků Panonského pánevního systému. Od Rišňovské prohlubně ji odděluje Zavadsko-bielická elevace podloží.
Podle geofyzikálního výzkumu a vrtů v její nejhlubší části dosahuje výplň miocenních sedimentů tloušťku 1000-2000, lokálně až 2400 m. Vrtný průzkum prokázal velké rozdíly v obsahu její výplně. Nejhlubší vrty byly realizovány u obcí Horňany (DB-15, 1138 m), Svinná (DB-12, 1199 m) a  Bánovce nad Bebravou (vrt BNB-1, 2025 m). Pro pánev je podobně jako pro ostatní severní výběžky panonské pánve typická přítomnost sedimentů egenburského až bádenského stáří. Zastupují je hlavně slepence, pískovce a jílovce. Mladší sedimenty zastupují například sarmatská vulkanoklastika původem z pohoří Vtáčnik a pliocenní a kvartérní kontinentální usazeniny.

## Sídla v Bánovské pahorkatině
Bánovská pahorkatina patří mezi středně hustě osídlená území a nacházejí se zde převážně menší obce bánovského, partizánského a částečně i trenčínského okresu. Největším sídlem jsou Bánovce nad Bebravou, vytvářející hospodářské zázemí území.

## Doprava
Centrální částí kotliny vede důležitá dopravní spojnice Horní Nitry a Pováží, v jejíž trase v současnosti vede mezinárodní silnice E 572, vedoucí po silnici I/9 a částečně R2. Spojuje Trenčín a Prievidzu a v okresním městě na ni navazuje silnice II. třídy 592 na Topoľčany a II/516 na Trenčianské Teplice.